# Calcio Padova 2006-2007
Questa pagina raccoglie i dati riguardanti il Calcio Padova nelle competizioni ufficiali della stagione 2006-2007.

## Stagione
Nella stagione 2006-2007 la squadra biancoscudata si piazza al 7º posto nel girone A del campionato di Serie C1, con un solo punto raccolto nelle ultime tre giornate, che ha precluso l'aggancio alla zona Play-off. Nel girone di andata i patavini hanno raccolto 19 punti, terminandolo appena sopra la zona retrocessione, e sono stati allenati da Maurizio Pellegrino. Nel girone di ritorno è stato deciso di cambiare allenatore, in panchina è arrivato Andrea Mandorlini che cambia la musica in campo, il Padova raccoglie 31 punti, con una entusiasmante rimonta, sfiorando i Play-off. Nella Coppa Italia di Serie C il Padova esce nel girone C di qualificazione, che ha promosso il Bassano, vincitore del girone con 10 punti, proprio davanti ai patavini imbattuti, con 8 punti. Tre i cannonnieri di stagione in campionato, ognuno con un bottino di sei reti Davide Sinigaglia Michele Tarallo e Giampietro Zecchin, poi Cristian La Grottería, Orazio Russo e Manuel Turchi con tre reti, mentre hanno firmato una rete a testa Giuseppe Anaclerio, Paolo Cotroneo, Alessandro Mastronicola, Paolo Facchinetti, Crocefisso Miglietta, Luca Rossettini e Michele Zeoli.

## Rosa
| N. |                       | Ruolo | Calciatore               |
| -- | --------------------- | ----- | ------------------------ |
|    | Italia (bandiera)     | P     | Andrea Cano              |
|    | Italia (bandiera)     | P     | Andrea Pansera           |
|    | Italia (bandiera)     | P     | Enrico Rosellini         |
|    | Italia (bandiera)     | D     | Federico Cavola          |
|    | Italia (bandiera)     | D     | Paolo Cotroneo           |
|    | Portogallo (bandiera) | D     | Vasco Faísca             |
|    | Iran (bandiera)       | D     | Alì Lolli                |
|    | Italia (bandiera)     | D     | Alessandro Mastronicola  |
|    | Italia (bandiera)     | D     | Luca Rossettini          |
|    | Italia (bandiera)     | D     | Mario Stancanelli        |
|    | Italia (bandiera)     | D     | Andrea Suriano           |
|    | Italia (bandiera)     | D     | Michele Zeoli            |
|    | Italia (bandiera)     | C     | Giuseppe Anaclerio       |
|    | Brasile (bandiera)    | C     | Luiz Schveitzer Anderson |
|    | Italia (bandiera)     | C     | Maurizio Bedin           |

| N. |                      | Ruolo | Calciatore                     |
| -- | -------------------- | ----- | ------------------------------ |
|    | Italia (bandiera)    | C     | Andrea Bovo                    |
|    | Italia (bandiera)    | C     | Gaetano Calà Campana           |
|    | Italia (bandiera)    | C     | Ivone De Franceschi (capitano) |
|    | Italia (bandiera)    | C     | Paolo Facchinetti              |
|    | Italia (bandiera)    | C     | Alessio Manzoni                |
|    | Italia (bandiera)    | C     | Stefano Mazzocco               |
|    | Italia (bandiera)    | C     | Crocefisso Miglietta           |
|    | Italia (bandiera)    | C     | Orazio Russo                   |
|    | Italia (bandiera)    | C     | Manuel Turchi                  |
|    | Italia (bandiera)    | C     | Giampietro Zecchin             |
|    | Argentina (bandiera) | A     | Lucas Cantoro                  |
|    | Argentina (bandiera) | A     | Cristian La Grottería          |
|    | Brasile (bandiera)   | A     | Diego Santos Oliveira          |
|    | Italia (bandiera)    | A     | Davide Sinigaglia              |
|    | Italia (bandiera)    | A     | Michele Tarallo                |

## Risultati

### Serie C1

#### Girone di andata
| Arbitro: | Cavarretta (Trapani) |

|              |           |             |
| Cotroneo 11’ | Marcatori | 42’ Massaro |

| Venezia 10 settembre 2006 2ª giornata | Venezia             | 0 – 0 | Padova | Stadio Pierluigi Penzo\| Arbitro: \| Barbirati (Ferrara) \| |
| Arbitro:                              | Barbirati (Ferrara) |       |        |                                                             |

| Arbitro: | Tommasi (Bassano del Grappa) |

|  |           |          |
|  | Marcatori | 3’ Campo |

| Arbitro: | Mannella (Avezzano) |

|  |           |                                |
|  | Marcatori | 25’ Sinigaglia 45+1’ M. Turchi |

| Arbitro: | Giancola (Vasto) |

|                       |           |  |
| Zeoli 10’ Zecchin 86’ | Marcatori |  |

| Arbitro: | Gallione (Alessandria) |

|                   |           |  |
| Baggio 54’ (rig.) | Marcatori |  |

| Arbitro: | Passeri (Gubbio) |

|                 |           |               |
| Baiano 18’, 80’ | Marcatori | 23’ M. Turchi |

| Arbitro: | Scoditti (Bologna) |

|                                 |           |  |
| La Grottería 14’ Sinigaglia 56’ | Marcatori |  |

| Arbitro: | Calvarese (Teramo) |

|  |           |                             |
|  | Marcatori | 44’ O. Russo 48’ Sinigaglia |

| Padova 5 novembre 2006 10ª giornata | Padova            | 0 – 0 | Lucchese | Stadio Euganeo\| Arbitro: \| Forconi (Aprilia) \| |
| Arbitro:                            | Forconi (Aprilia) |       |          |                                                   |

| Arbitro: | C. Russo (Nola) |

|                       |           |  |
| Motta 13’ Gheller 53’ | Marcatori |  |

| Arbitro: | Valeri (Roma) |

|                                           |           |  |
| Facchinetti 12’ Zecchin 23’ M. Turchi 68’ | Marcatori |  |

| Arbitro: | Tozzi (Lido di Ostia) |

|           |           |  |
| Cangi 45’ | Marcatori |  |

| Arbitro: | Didato (Agrigento) |

|  |           |            |
|  | Marcatori | 8’ Ghezzal |

| Arbitro: | Guerriero (Catanzaro) |

|                 |           |             |
| Campolonghi 42’ | Marcatori | 52’ Tarallo |

| Arbitro: | Barletta (Bernalda) |

|             |           |                                           |
| Zecchin 75’ | Marcatori | 88’ L. Piraccini 90+1’ (rig.) Ciuffetelli |

| Arbitro: | Meli (Parma) |

|                                 |           |            |
| E.M. Amore 35’, 66’ Zizzari 87’ | Marcatori | 9’ Tarallo |

#### Girone di ritorno
| Arbitro: | Scoditti (Bologna) |

|                                                     |           |                                            |
| Veronese 15’ P. Rossi 23’ Mastronicola 90+1’ (aut.) | Marcatori | 59’ Mastronicola 90+5’ (rig.) La Grottería |

| Arbitro: | Forconi (Aprilia) |

|              |           |  |
| O. Russo 74’ | Marcatori |  |

| Arbitro: | Calvarese (Teramo) |

|  |           |              |
|  | Marcatori | 50’ O. Russo |

| Arbitro: | La Mura (Ercolano) |

|                                        |           |  |
| Tarallo 49’ (rig.) Sinigaglia 68’, 77’ | Marcatori |  |

| Arbitro: | Lioce (Molfetta) |

|                 |           |                  |
| Grancitelli 67’ | Marcatori | 15’ G. Anaclerio |

| Arbitro: | Cavarretta (Trapani) |

|                  |           |           |
| Zecchin 10’, 35’ | Marcatori | 6’ D'Anna |

| Arbitro: | Taverna (Taurianova) |

|                                       |           |  |
| La Grottería 30’ (rig.) Miglietta 69’ | Marcatori |  |

| Arbitro: | Vuoto (Livorno) |

|                    |           |  |
| Fabiano 10’ (rig.) | Marcatori |  |

| Arbitro: | Borracci (San Benedetto del Tronto) |

|             |           |  |
| Tarallo 70’ | Marcatori |  |

| Arbitro: | Gallione (Alessandria) |

|  |           |                |
|  | Marcatori | 69’ Sinigaglia |

| Arbitro: | Gambini (Roma) |

|             |           |  |
| Tarallo 64’ | Marcatori |  |

| Sassuolo 7 aprile 2007 29ª giornata | Sassuolo          | 0 – 0 | Padova | Stadio Enzo Ricci\| Arbitro: \| Baratta (Salerno) \| |
| Arbitro:                            | Baratta (Salerno) |       |        |                                                      |

| Arbitro: | Taverna (Taurianova) |

|                                       |           |             |
| Tarallo 1’ Rossettini 81’ Zecchin 88’ | Marcatori | 15’ Musetti |

| Sesto San Giovanni 22 aprile 2007 31ª giornata | Pro Sesto          | 0 – 0 | Padova | Stadio Ernesto Breda\| Arbitro: \| Calvarese (Teramo) \| |
| Arbitro:                                       | Calvarese (Teramo) |       |        |                                                          |

| Arbitro: | Marrocco (Pisa) |

|  |           |                |
|  | Marcatori | 51’ Zagaglioni |

| Novara 6 maggio 2007 33ª giornata | Novara            | 0 – 0 | Padova | Stadio Silvio Piola\| Arbitro: \| Tasso (La Spezia) \| |
| Arbitro:                          | Tasso (La Spezia) |       |        |                                                        |

| Arbitro: | Scoditti (Bologna) |

|  |           |            |
|  | Marcatori | 29’ Valeri |

### Coppa Italia Serie C

#### Girone C
| Padova 23 agosto 2006 1ª giornata | Padova           | 0 – 0 | Rovigo | Stadio Euganeo\| Arbitro: \| Donati (Ravenna) \| |
| Arbitro:                          | Donati (Ravenna) |       |        |                                                  |

| Arbitro: | De Toni (Schio) |

|            |           |                             |
| Cunico 10’ | Marcatori | 66’ Anderson 78’ Sinigaglia |

| 30 agosto 2006 3ª giornata |  | – Turno di riposo Padova |  |  |

| Arbitro: | M. Russo (Milano) |

|                                                    |           |  |
| M. Turchi 5’ Cantoro 25’ Miglietta 81’ Carraro 82’ | Marcatori |  |

| Arbitro: | Corletto (Castelfranco Veneto) |

|                          |           |                             |
| Berrettoni 15’ Pirri 22’ | Marcatori | 41’ M. Turchi 90+2’ Suriano |